# NGC 6732-2
NGC 6732-2 (другие обозначения — PGC 2413402, UGC 11381, MCG 9-31-11, ZWG 280.11) — галактика в созвездии Дракон.
Этот объект не входит в число перечисленных в оригинальной редакции «Нового общего каталога» и был добавлен позднее.